# Beyond the Gate
Beyond the Gate è il terzo album del gruppo musicale giapponese Moi dix Mois, pubblicato il 1º marzo 2006 dalla Midi:Nette.
Ne è stata pubblicata anche una versione limitata, contenente le versioni strumentali dei brani.

## Tracce
1. The Other Side in Blood (SE)
2. Eternally Beyond
3. Deus Ex Machina
4. Vain
5. Deflower
6. Unmoved
7. The Other Side of the Door